# سندرم اسلر وبر راندو
تلانژکتازی خونریزی دهنده ارثی که به نام بیماری اسلر وبر راندو یا سندرم اسلر وبر راندو نیز خوانده می‌شود نوعی بیماری ژنتیکی با وراثت اتوزوم غالب است که منجر به تشکیل غیرطبیعی رگ‌ها در پوست، غشاهای مخاطی و دستگاه‌هایی همچون ریه, کبد و مغز می‌شود.
این بیماری می‌تواند به خونریزی از بینی، خونریزی‌های حاد و مزمن دستگاه گوارش منجر شود.

## نشانه‌های بیماری
تلانژکتازی منجر به خون دماغ و همچنین ضایعاتی بر روی لب ها، بینی و انگشتان می‌شود. برخی از بیماران دچار اختلالات گوارشی و نیز خونریزی‌های حاد و مزمن گوارشی هستند. . خون دماغ‌های مکرر در بیش از نیمی از بیماران وجود دارد. ناهنجاری‌های شریانی-وریدی احشائی عوارض شدید عصبی در نتیجه آمبولی‌های پارادوکسیکال از نشانه‌های دیگر هستند.

## ژنتیک
این بیماری به طورت اتوزوم غالب به ارث می‌رسد.

توارث اتوزوم غالب بیماری اسلر وبر راندو

## تشخیص
تشخیص تلانژکتازی با معاینه بالینی، لارنگوسکوپی و اندوسکوپی مقدور است.
تشخیص ناهنجاری‌های شریانی-وریدی نیز با روش‌های مختلف تصویر برداری ممکن است.

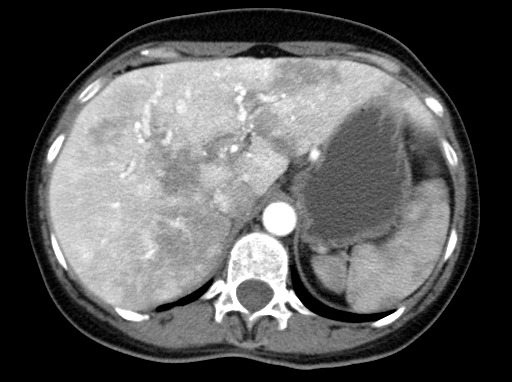

برای تشخیص این بیماری می‌توان از معیارهای کوراسائو (Curaçao) استفاده کرد. درصورت وجود سه معیار، تشخیص این بیماری قطعی و در حورت وجود دو معیار، تشخیص این بیماری محتمل است:
1. ۱ خونریزی‌های مکرر خودبخود از بینی
2. ۲ تلانژکتازی‌های متعدد در مناطق تیپیک
3. ۳ ناهنجاری‌های شریانی-وریدی در احشا( ریه، کبد، مغز،نخاع)
4. ۴ ابتلای یکی از اعضای درجه اول به این بیماری

## اقدامات درمانی
هدف از درمان کاهش خونریزی از ضایعات عروقی است. گاه برای از بین بردن ناهنجاری‌های عروقی از جراحی یا سایر مداخلات هدفمند استفاده می‌شود.